# Campeonato Mundial de Natação em Piscina Curta de 2021 - 100 m costas feminino
A prova dos 100 metros nado costas feminino do Campeonato Mundial de Natação em Piscina Curta de 2021 foi disputado entre 16 e 17 de dezembro de 2021, na Etihad Arena, em Abu Dhabi, nos Emirados Árabes Unidos.

## Recordes
Antes desta competição, os recordes mundiais e do campeonato nesta prova eram os seguintes:
|                       | Nome           | Nacionalidade | Tempo | Local     | Data                   |
| --------------------- | -------------- | ------------- | ----- | --------- | ---------------------- |
| Recorde mundial       | Minna Atherton | Austrália     | 54.89 | Budapeste | 26 de novembro de 2021 |
| Recorde do campeonato | Katinka Hosszú | Hungria       | 55.03 | Doha      | 4 de dezembro de 2014  |

## Medalhistas
| Ouro                 | Prata             | Bronze                  |
| Louise Hansson (SWE) | Kylie Masse (CAN) | Katharine Berkoff (USA) |

## Resultados

### Eliminatórias
As eliminatórias ocorreram dia 16 de dezembro com um total de 49 nadadoras.
| Colocação | Bateria | Raia | Nadadora                | Nacionalidade              | Tempo   | Notas            |
| --------- | ------- | ---- | ----------------------- | -------------------------- | ------- | ---------------- |
| 1         | 4       | 7    | Katharine Berkoff       | Estados Unidos             | 55.92   | Q                |
| 2         | 5       | 4    | Kira Toussaint          | Países Baixos              | 55.95   | Q                |
| 3         | 4       | 4    | Kylie Masse             | Canadá                     | 56.12   | Q                |
| 4         | 5       | 5    | Louise Hansson          | Suécia                     | 56.41   | Q                |
| 5         | 5       | 7    | Rhyan White             | Estados Unidos             | 56.76   | Q                |
| 6         | 4       | 3    | Simona Kubová           | Chéquia                    | 57.06   | Q                |
| 7         | 3       | 3    | Anastasiya Shkurdai     | Bielorrússia               | 57.07   | Q                |
| 8         | 3       | 4    | Maaike de Waard         | Países Baixos              | 57.09   | Q                |
| 9         | 3       | 1    | Wan Letian              | China                      | 57.36   | Q                |
| 10        | 4       | 5    | Maggie Mac Neil         | Canadá                     | 57.42   | Q                |
| 11        | 5       | 0    | Holly Barratt           | Austrália                  | 57.72   | Q                |
| 12        | 3       | 7    | Peng Xuwei              | China                      | 57.82   | Q                |
| 13        | 4       | 6    | Silvia Scalia           | Itália                     | 58.05   | Q                |
| 14        | 3       | 6    | Hanna Rosvall           | Suécia                     | 58.33   | Q                |
| 15        | 4       | 1    | Anastasia Gorbenko      | Israel                     | 58.39   | Q                |
| 16        | 1       | 7    | Caroline Pilhatsch      | Áustria                    | 58.43   | Q,               |
| 17        | 5       | 3    | Margherita Panziera     | Itália                     | 58.46   |                  |
| 18        | 4       | 2    | Ekaterina Avramova      | Turquia                    | 58.54   |                  |
| 19        | 3       | 5    | Analia Pigrée           | França                     | 58.63   |                  |
| 20        | 5       | 2    | Daria Ustinova          | Federação Russa de Natação | 59.15   |                  |
| 21        | 5       | 6    | Daryna Zevina           | Ucrânia                    | 59.36   |                  |
| 22        | 3       | 8    | Stephanie Au            | Hong Kong                  | 59.58   |                  |
| 23        | 5       | 8    | Laura Riedemann         | Alemanha                   | 59.64   |                  |
| 24        | 4       | 0    | Nina Kost               | Suíça                      | 59.76   |                  |
| 25        | 3       | 2    | Danielle Hill           | Irlanda                    | 59.87   |                  |
| 26        | 4       | 8    | Gabriela Georgieva      | Bulgária                   | 59.94   |                  |
| 27        | 5       | 9    | Eszter Szabó-Feltóthy   | Hungria                    | 1:00.27 |                  |
| 28        | 5       | 1    | Janja Šegel             | Eslovênia                  | 1:00.30 |                  |
| 29        | 3       | 9    | Chloe Isleta            | Filipinas                  | 1:00.42 | Recorde nacional |
| 30        | 2       | 4    | Andrea Becali           | Cuba                       | 1:01.25 | Recorde nacional |
| 31        | 2       | 5    | Sarah Szklaruk          | Chile                      | 1:01.36 | Recorde nacional |
| 32        | 2       | 6    | Mia Blazhevska Eminova  | Macedônia do Norte         | 1:01.63 |                  |
| 33        | 3       | 0    | Elisabeth Erlendsdóttir | Ilhas Feroé                | 1:02.40 |                  |
| 34        | 2       | 3    | Ridhima Veerendrakumar  | Índia                      | 1:03.29 |                  |
| 35        | 2       | 8    | Catarina Sousa          | Angola                     | 1:04.12 |                  |
| 36        | 1       | 8    | Leiya Istanbouli        | Líbano                     | 1:05.69 |                  |
| 37        | 2       | 1    | Ganga Senavirathne      | Sri Lanka                  | 1:06.06 |                  |
| 38        | 1       | 1    | Arianis Martínez        | Panamá                     | 1:06.72 |                  |
| 39        | 2       | 0    | Salome Nikolaishvili    | Geórgia                    | 1:06.97 |                  |
| 40        | 1       | 3    | Leilaa Al-Khatib        | Emirados Árabes Unidos     | 1:07.79 |                  |
| 41        | 1       | 2    | Erina Idrizaj           | Kosovo                     | 1:08.47 |                  |
| 42        | 1       | 4    | Bisma Khan              | Paquistão                  | 1:08.55 |                  |
| 43        | 2       | 7    | Noor Yussuf Abdulla     | Bahrein                    | 1:08.72 |                  |
| 44        | 2       | 9    | Lindsay Barr            | Ilhas Virgens Americanas   | 1:10.07 |                  |
| 45        | 1       | 9    | Kevern da Silva         | São Vicente e Granadinas   | 1:10.71 |                  |
| 46        | 1       | 5    | Jennifer Harding-Marlin | São Cristóvão e Neves      | 1:11.63 |                  |
| 47        | 1       | 0    | Patrice Mahaica         | Guiana                     | 1:12.24 |                  |
| 48        | 1       | 6    | Aishath Sausan          | Maldivas                   | 1:14.03 |                  |
| 49        | 2       | 2    | Elizabeth Jiménez       | República Dominicana       | DSQ     |                  |
| 49        | 4       | 9    | McKenna DeBever         | Peru                       | DNS     |                  |

### Semifinal
A semifinal ocorreu dia 16 de dezembro.
| Colocação | Bateria | Raia | Nadadora            | Nacionalidade  | Tempo | Notas            |
| --------- | ------- | ---- | ------------------- | -------------- | ----- | ---------------- |
| 1         | 1       | 5    | Louise Hansson      | Suécia         | 55.85 | Q',              |
| 2         | 1       | 4    | Kira Toussaint      | Países Baixos  | 56.05 | Q                |
| 2         | 2       | 3    | Rhyan White         | Estados Unidos | 56.05 | Q                |
| 4         | 2       | 5    | Kylie Masse         | Canadá         | 56.07 | Q                |
| 5         | 2       | 4    | Katharine Berkoff   | Estados Unidos | 56.10 | Q                |
| 6         | 2       | 6    | Anastasiya Shkurdai | Bielorrússia   | 56.65 | Q,               |
| 7         | 1       | 6    | Maaike de Waard     | Países Baixos  | 56.72 | Q                |
| 8         | 1       | 3    | Simona Kubová       | Chéquia        | 57.26 | Q                |
| 9         | 2       | 7    | Peng Xuwei          | China          | 57.36 |                  |
| 10        | 1       | 1    | Anastasia Gorbenko  | Israel         | 57.45 | Recorde nacional |
| 10        | 2       | 2    | Wan Letian          | China          | 57.45 |                  |
| 12        | 1       | 2    | Holly Barratt       | Austrália      | 57.59 |                  |
| 13        | 1       | 7    | Silvia Scalia       | Itália         | 57.62 |                  |
| 14        | 2       | 1    | Hanna Rosvall       | Suécia         | 57.91 |                  |
| 15        | 1       | 8    | Maggie Mac Neil     | Canadá         | 58.13 |                  |
| 16        | 2       | 8    | Caroline Pilhatsch  | Áustria        | 59.46 |                  |

### Final
A final foi realizada em 17 de dezembro.
| Colocação         | Raia | Nadadora            | Nacionalidade  | Tempo | Notas            |
| ----------------- | ---- | ------------------- | -------------- | ----- | ---------------- |
| Medalha de ouro   | 4    | Louise Hansson      | Suécia         | 55.20 | Recorde nacional |
| Medalha de prata  | 6    | Kylie Masse         | Canadá         | 55.22 | Recorde nacional |
| Medalha de bronze | 2    | Katharine Berkoff   | Estados Unidos | 55.40 |                  |
| 4                 | 5    | Kira Toussaint      | Países Baixos  | 55.53 |                  |
| 5                 | 3    | Rhyan White         | Estados Unidos | 55.87 |                  |
| 6                 | 1    | Maaike de Waard     | Países Baixos  | 56.11 |                  |
| 7                 | 8    | Simona Kubová       | Chéquia        | 56.68 |                  |
| 8                 | 7    | Anastasiya Shkurdai | Bielorrússia   | 56.99 |                  |

Legenda
| Recorde mundial       | Recorde mundial (World record)               |                       | Recorde africano                      | Recorde africano (African) |                                           | Q | Classificado por posição (Qualified) |
| Recorde do campeonato | Recorde do campeonato (Championship record)  | Recorde da América    | Recorde da América (Americas)         | q                          | Classificado por melhor tempo (Qualified) |   |                                      |
| Melhor marca do ano   | Melhor marca do ano (World leading)          | Recorde asiático      | Recorde asiático (Asian)              | DNS                        | Não largou (Did not start)                |   |                                      |
| Recorde nacional      | Recorde nacional (National record)           | Recorde europeu       | Recorde europeu (European)            | DNF                        | Não terminou (Did not finish)             |   |                                      |
| Recorde pessoal       | Recorde pessoal do atleta (Personal best)    | Recorde da Oceania    | Recorde da Oceania (Oceania)          | DSQ / DQ                   | Desclassificado (Disqualified)            |   |                                      |
| Recorde da temporada  | Recorde da temporada do atleta (Season best) | Recorde sul-americano | Recorde sul-americano (South America) | NM                         | Sem marca (No mark)                       |   |                                      |